# Пограничный (вулкан)
Вулкан Пограничный — щитовой вулкан в центральной части полуострова Камчатка. Имеет вид пологого щита, который венчается двумя вершинами.
Площадь вулканической гряды составляет 15 км², а объём выброшенной породы — 4 км³. Пограничный расположен на водоразделе хребта, в истоках реки Двухюрточной. Склоны вулкана эродированы слабо, и только его юго-восточное подножие подрезается небольшой троговой долиной. Пологий лавовый конус потухшего вулкана не имеет кратера, в западной части также есть крупный шлаковый конус с небольшим кратером.
Основная часть вулканической постройки сформировалась в современное (голоценовое) время. Активная вулканическая деятельность на Пограничном началась до второй стадии верхнеплейстоценового оледенения.